# Anisolampra panfilovi
Anisolampra panfilovi är en kackerlacksart som beskrevs av Bei-Bienko 1969. Anisolampra panfilovi ingår i släktet Anisolampra och familjen jättekackerlackor. Inga underarter finns listade i Catalogue of Life.